# William Moor
Pour les articles homonymes, voir Moor.
William Moor, né vers 1700 à Billingham et mort en 1765 à Greatham, est un navigateur britannique. 

## Biographie
Membre de la Compagnie de la baie d'Hudson, il prend part, sous la supervision de son cousin, Christopher Middleton, à des voyages dans la baie entre 1730 et 1741. En 1741, avec Middleton, il tente un premier voyage pour découvrir le passage du Nord-Ouest comme commandement du HMS Discovery, Middleton commandant lui le HMS Furnace. Ils hivernent au fort Prince-de-Galles où la maladie atteint les équipages. 
Lors d'une expédition privée, Capitaine du The Dobbs (1744), nommé en l'honneur de son mécène Arthur Dobbs, il part en 1745 en compagnie de Francis Smith rechercher un passage de l'Atlantique au Pacifique par le Grand-Nord. Ils atteignent Repulse Bay, explorent les rives de la baie d'Hudson puis renoncent. 
L'été suivant, une bonne exploration est effectuée sur la rive ouest où Chesterfield Inlet est découverte. Il explore aussi Rankin Inlet et Wager Bay (en) mais la maladie et les menaces de mutinerie, font échouer l'expédition.